# Bolandia argillacea
Bolandia argillacea là một loài thực vật có hoa trong họ Cúc. Loài này được (Cron) Cron mô tả khoa học đầu tiên năm 2006.